# Pétermány
Pétermány (szlovákul: Petrovo korábban Petrmánovce) község Szlovákiában, a Kassai kerület Rozsnyói járásában.

## Fekvése
Rozsnyótól 18 km-re, északnyugatra található.

## Története
A falut valószínűleg a 13. században alapították, első említése 1320-ban „Peturmanfalua” alakban történik. Nevét alapítójáról és első bírájáról, Petermanról kapta. 1426-ban „Petermanhaza”, 1427-ben „Peterwagasa”, 1498-ban „Petherman” néven szerepel az írott forrásokban. A csetneki uradalom része volt. A Bebek család, majd több nemesi család birtoka. A török időkben sokat szenvedett a portyázók betöréseitől. A 18. századtól lakói főként erdőgazdálkodással, földműveléssel foglalkoztak. 1773-ban 26 jobbágy és 3 zsellércsalád lakta.
A 18. század végén Vályi András így ír róla: „PÉTERMÁN. Petermanovce. Tót falu Gömör Vármegyében, földes Urai több Uraságok, lakosai katolikusok, és evangelikusok, fekszik Csetneknek szomszédságában, mellynek filiája, határbéli földgye is hozzá hasonlító.”
1828-ban 24 házában 302 lakos élt.
A 19. század közepén Fényes Elek eképpen írja le: „Peterman, tót falu, Gömör vmegyében, a Zdjárhegye öblében: 5 kath., 297 evang. lak. Határa hegyes, sovány; rétje semmi sincs. F. u. a csetneki uradalom. Ut. p. Rosnyó.”
Borovszky Samu monográfiasorozatának Gömör-Kishont vármegyét tárgyaló része szerint: „Pétermány, a csetneki völgy közelében fekvő tót kisközség, 38 házzal és 183 ág. ev. h. vallású lakossal. 1426-ban Petermanhaza és 1498-ban Petherman néven, a Csetnekiek uradalmához tartozik. Később azután az Andrássyak lettek az urai, 1648-ban része van itt a Fejérváry és a Nagybányai családnak is. Ág. h. ev. temploma 1794-ben épült. A község postája, távírója és vasúti állomása Csetnek.”
1920-ig Gömör-Kishont vármegye Rozsnyói járásához tartozott.

## Népessége
| Év:            | 1994. | 2004.   | 2014.   | 2024.    |
| -------------- | ----- | ------- | ------- | -------- |
| Emberek száma: | 113   | 107     | 113     | 95       |
| Eltérés:       |       | -5,30 % | +5,60 % | -15,92 % |

| Év:            | 2023. | 2024.   |
| -------------- | ----- | ------- |
| Emberek száma: | 98    | 95      |
| Eltérés:       |       | -3,06 % |

1910-ben 199, túlnyomórészt szlovák lakosa volt.
2001-ben 104 lakosából 103 szlovák volt.
2011-ben 105 lakosából 98 szlovák.

## Nevezetességei
- Evangélikus temploma 1794-ben épült a korábbi fatemplom helyén. Barokk oltára 1694-ben készült.